# 広州環状高速道路
広州環状高速道路（こうしゅうかんじょうこうそくどうろ）、または広州繞城高速道路（こうしゅうにょうじょうこうそくどうろ）は中華人民共和国広東省広州市と仏山市を周回する全長195.064kmの高速道路である。 瀋海高速道路の支線にあたるほか、広州市白雲区の太和JCTから仏山市南海区の横江JCTまでは アジアハイウェイ1号線の一部となっている。

## 概要

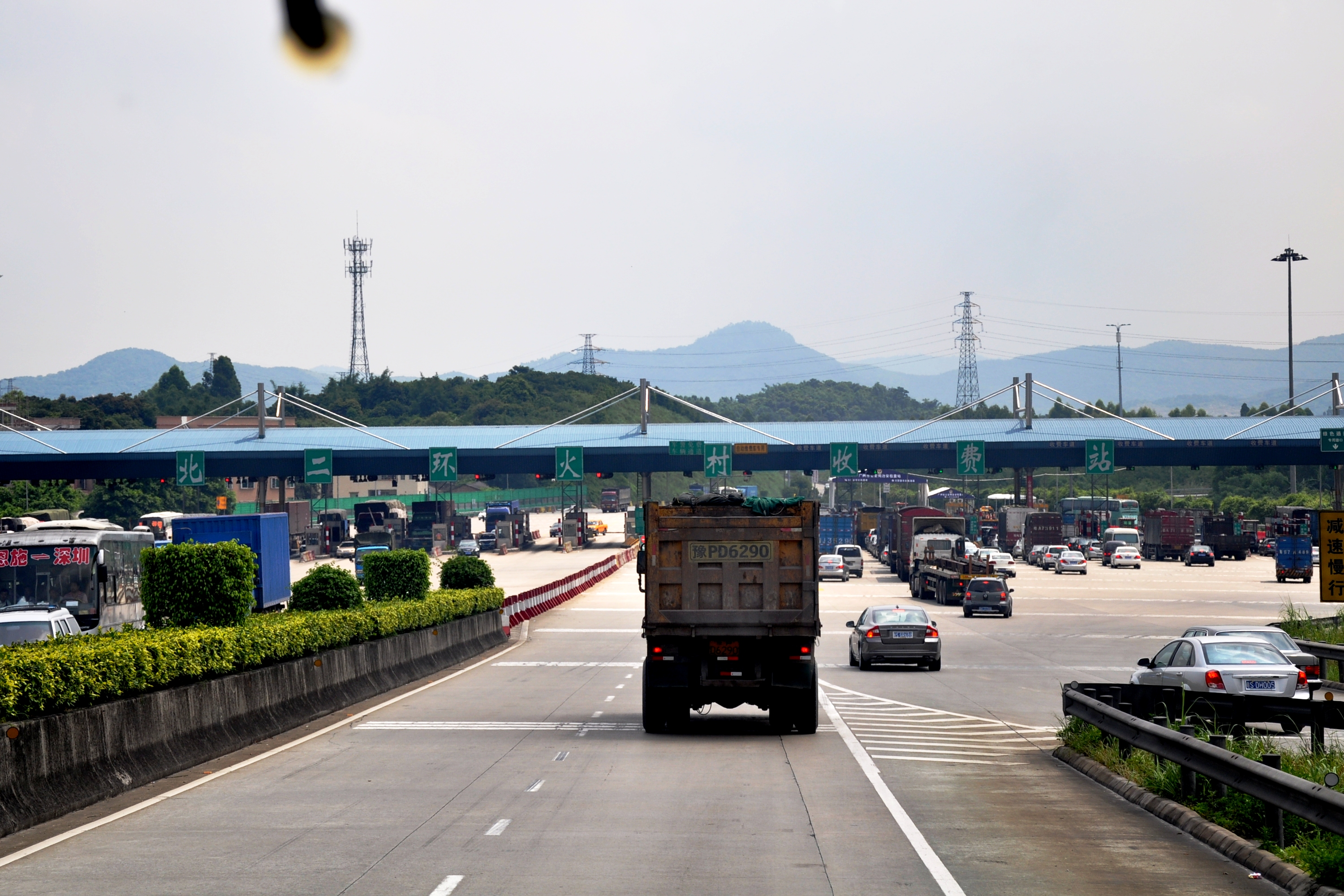
広州北二環高速道路の火村本線料金所

広州環状高速道路は4区間に分けられ、北から時計回りで見た場合、以下の通りの順番となる。なお、各高速道路の境界には本線料金所が設けられている。
- 広州北二環高速道路（中国語版）（北二環） 茅山JCT ～ 火村JCT
- 広州東二環高速道路（中国語版）（東二環） 火村JCT ～ 東涌JCT
- 広州南二環高速道路（中国語版）（南二環） 東涌JCT ～ 九江JCT
- 広州西二環高速道路（中国語版）（西二環） 九江JCT ～ 龍山JCT（茅山JCTの西二環側）

なお、 アジアハイウェイ1号線の北京（東京）方面から友誼関（イスタンブール）方面に向かうルートは、広州市白雲区の太和JCTで 京港澳高速道路から北二環に入った後、環状道路を反時計回りに回って龍山JCTからは西二環に入り、仏山市南海区の横江JCTから 広昆高速道路（広肇高速道路）に抜けるルートとなっている。

## 建設
広州環状高速道路の建設計画は、1995年に広州で行われた第三回珠江デルタ経済特区指導者企画調整会議（珠三角经济区规划协调领导小组第三次会议）で決定されたのが始まりで、同年中に建議書が中華人民共和国交通部で批准された。建設は現在の北二環にあたる区間から進められ、1999年4月26日に建設が開始され、2001年10月26日に北二環区間は全線開通となった。
次に建設が開始されたのは東二環区間で、2003年11月7日に火村JCT～東涌JCT間での建設が開始され、2005年12月30日には草堂IC～東涌JCT間が開通した。その後も長らく珠江を挟んだ区間のみ未開通であったが、2008年10月28日に黄埔大橋が完成し、12月16日に全線開通となった。
西二環区間は他区間と違い、北部区間（小塘JCT～龍山JCT間）と南部区間（九江JCT～小塘JCT間）でそれぞれ別に工事が進められた。北部区間は2004年12月に着工し、2006年12月19日に開通した。南部区間の工事は2005年1月に建設が開始され、2007年12月24日に開通したことにより、西二環区間は全線開通となった。
最後に残ったのは南二環区間であったものの、こちらも他区間とともに建設が進められていて、2010年12月31日に全線開通した。。これにより広州環状高速道路も全線開通となり、広州市を囲む環状線が開通することとなった。

## インターチェンジなど
- 広州北二環高速道路（中国語版）起点の茅山JCTから時計回りに記している。
- IC番号欄の背景色が■である部分については道路が供用済みの区間を示している。また、施設名欄の背景色が■である部分は施設が供用されていない、または完成していないことを示す。未開通区間の名称は仮称。
- 英略字は以下の項目を示す。
IC：インターチェンジ、JCT：ジャンクション、SA：サービスエリア、PA：パーキングエリア

| IC 番号                           | 施設名 （日本語） | 施設名 （簡体字中国語） | 接続路線名                                               | 茅山JCTから (km) | 備考 | 所在地 | 所在地 | 所在地 |
| --------------------------------- | ----------------- | ----------------------- | -------------------------------------------------------- | ---------------- | --- | ------ | ------ | ------ |
| 広州西二環高速道路 龍山・横江方面 |                   |                         |                                                          |                  | |        |        |        |
|                                   | 茅山JCT           | 茅山互通                | 広清高速道路                                             | 0                | 広州北二環高速道路起点 | 白雲区 | 広州市 | 広東省 |
|                                   | 水瀝IC            | 水沥出入口              | S114省道広花一級公路                                     |                  | | 白雲区 | 広州市 | 広東省 |
|                                   | 蚌湖JCT           | 蚌湖互通                | 大広高速道路（ 広州空港高速道路）                        |                  | | 白雲区 | 広州市 | 広東省 |
|                                   | 北村IC            | 北村出入口              | G106国道                                                 |                  | | 白雲区 | 広州市 | 広東省 |
|                                   | 石湖IC            | 石湖出入口              | G105国道広従公路                                         |                  | | 白雲区 | 広州市 | 広東省 |
|                                   | 太和JCT           | 太和互通                | 京港澳高速道路（北京方面） 華南快速幹線                  |                  | 京港澳高速道路との重複区間起点 アジアハイウェイ1号線重複区間終点                                                                         | 白雲区 | 広州市 | 広東省 |
|                                   | 八斗JCT           | 八斗互通                | 広河高速道路                                             |                  | | 蘿崗区 | 広州市 | 広東省 |
|                                   | 長平IC            | 长平出入口              | G324国道広汕公路                                         |                  | | 蘿崗区 | 広州市 | 広東省 |
|                                   | 蘿崗JCT           | 萝岗互通                | 済広高速道路（ 広恵高速道路）                            |                  | | 蘿崗区 | 広州市 | 広東省 |
|                                   | 火村JCT           | 火村互通                | 京港澳高速道路（深圳方面） 瀋海高速道路 瀋海高速広州支線 | 42.5             | 広州北二環高速道路終点 京港澳高速道路との重複区間終点 瀋海高速道路との重複区間終点 広州東二環高速道路起点 広澳高速道路との重複区間起点   | 蘿崗区 | 広州市 | 広東省 |
|                                   | 筆村JCT           | 笔村互通                | 広園快速路                                               |                  | | 黄埔区 | 広州市 | 広東省 |
|                                   | 官田JCT           | 官田互通                | 広深沿江高速道路 G107国道                                |                  | | 黄埔区 | 広州市 | 広東省 |
|                                   | 黄埔大橋          | 黄埔大桥                |                                                          |                  | 珠江 | 黄埔区 | 広州市 | 広東省 |
|                                   | 草堂IC            | 草堂出入口              | S296省道                                                 |                  | | 番禺区 | 広州市 | 広東省 |
|                                   | 化龍JCT           | 化龙互通                | 広明高速道路                                             |                  | 建設中 広珠北線高速道路との重複区間起点                                                                                                  | 番禺区 | 広州市 | 広東省 |
|                                   | 官橋SA            | 官桥服务区              |                                                          |                  | | 番禺区 | 広州市 | 広東省 |
|                                   | 東涌JCT           | 东涌互通                | 広澳高速道路 莞仏高速道路 広珠北線高速道路               | 61.1             | 広州東二環高速道路終点 広澳高速道路との重複区間終点 広珠北線高速道路との重複区間終点 広州南二環高速道路起点 莞仏高速道路との重複区間起点 | 番禺区 | 広州市 | 広東省 |
|                                   | 魚窩頭JCT         | 鱼窝头互通              | 南沙港快速路 南沙大道                                    |                  | | 番禺区 | 広州市 | 広東省 |
|                                   | 欖核IC            | 榄核出入口              | 北斗大橋                                                 |                  | | 番禺区 | 広州市 | 広東省 |
|                                   | 張松JCT           | 张松互通                | 東新高速道路                                             |                  | 建設中 | 番禺区 | 広州市 | 広東省 |
|                                   | 順徳東JCT         | 顺德东互通              | 広珠西線高速道路                                         |                  | | 順徳区 | 仏山市 | 広東省 |
|                                   | 倫教IC            | 伦教出入口              | 新基北路                                                 |                  | 建設中 | 順徳区 | 仏山市 | 広東省 |
|                                   | 順徳西JCT         | 顺德西互通              | 仏山一環高速道路                                         |                  | | 順徳区 | 仏山市 | 広東省 |
|                                   | 勒流SA            | 勒流服务区              |                                                          |                  | | 順徳区 | 仏山市 | 広東省 |
|                                   | 杏壇IC            | 杏坛出入口              | S268省道百安公路                                         |                  | | 順徳区 | 仏山市 | 広東省 |
|                                   | 龍江IC            | 龙江出入口              | 同興路、楽龍路                                           |                  | | 順徳区 | 仏山市 | 広東省 |
|                                   | 九江JCT           | 九江互通                | 瀋海高速道路（ 仏開高速道路）                            | 111.3            | 広州南二環高速道路終点 広州西二環高速道路起点 瀋海高速道路との重複区間起点                                                               | 南海区 | 仏山市 | 広東省 |
|                                   | 西樵IC            | 西樵出入口              | S113省道樵高公路                                         |                  | | 南海区 | 仏山市 | 広東省 |
|                                   | 大崗JCT           | 大岗互通                | 莞仏高速道路（ 広明高速道路）                            |                  | 莞仏高速道路との重複区間終点 | 南海区 | 仏山市 | 広東省 |
|                                   | 丹灶SA            | 丹灶服务区              |                                                          |                  | | 南海区 | 仏山市 | 広東省 |
|                                   | 丹灶IC            | 丹灶出入口              | S269省道桂丹公路                                         |                  | | 南海区 | 仏山市 | 広東省 |
|                                   | 横江JCT           | 横江互通                | 広昆高速道路（広肇高速道路）                             |                  | アジアハイウェイ1号線重複区間起点 | 南海区 | 仏山市 | 広東省 |
|                                   | 金沙IC            | 金沙出入口              | 樵金北路                                                 |                  | | 南海区 | 仏山市 | 広東省 |
|                                   | 小塘JCT           | 小塘互通                | 二広高速道路（ 広三高速道路）                            |                  | | 南海区 | 仏山市 | 広東省 |
|                                   | 官窯IC            | 官窑出入口              | G321国道新沙大橋                                         |                  | | 南海区 | 仏山市 | 広東省 |
|                                   | 楽平IC            | 乐平出入口              | 楽平大道                                                 |                  | | 三水区 | 仏山市 | 広東省 |
|                                   | 炭歩SA            | 炭步服务区              |                                                          |                  | | 花都区 | 仏山市 | 広東省 |
|                                   | 炭歩IC            | 炭步出入口              | S267省道桂和公路                                         |                  | | 南海区 | 仏山市 | 広東省 |
|                                   | 和順JCT           | 和顺互通                | 仏山一環高速道路                                         |                  | | 南海区 | 仏山市 | 広東省 |
|                                   | 龍山JCT           | 龙山互通                | 広清高速道路                                             | 195              | 広州西二環高速道路終点 | 白雲区 | 広州市 | 広東省 |
| 広州北二環高速道路 茅山・太和方面 |                   |                         |                                                          |                  | |        |        |        |

## 脚註
1. ↑  广州西二环高速公路（北段）今日通车（簡体字中国語）
2. ↑  "广州南二环、东新高速、江肇高速12月31日通车 Archived 2011年1月10日, at the Wayback Machine.（簡体字中国語）